# Neuvy-en-Beauce
Neuvy-en-Beauce é uma comuna francesa na região administrativa do Centro, no departamento Eure-et-Loir. Estende-se por uma área de 16,36 km². Em 2010 a comuna tinha 218 habitantes (densidade: 13,3 hab./km²).